# Сидоренков, Андрей
Андрей Сидоренков (эст. Andrei Sidorenkov; 12 февраля 1984, Силламяэ) — эстонский футболист, левый полузащитник и защитник. Выступал за национальную сборную Эстонии.

## Биография

### Клубная карьера
Воспитанник силламяэского футбола, первый тренер — Михаил Васильевич Мухин.
На взрослом уровне начал выступать в 2001 году в составе «Калева» (Силламяэ) в Эсилиге, в том же году сыграл один матч за «Нарва-Транс» в высшей лиге.
В 2002 году перешёл в таллинскую «Флору», в том сезоне сыграл 11 матчей и стал чемпионом страны, однако в следующих сезонах много времени проводил в арендах в других клубах высшей и первой лиги. В 2005—2008 годах был игроком основного состава «Флоры».
В августе 2008 года перешёл в датский «Сённерйюск», подписав трёхлетний контракт. В первом сезоне не был основным игроком, но затем завоевал место в составе, всего провёл 54 матча и забил один гол в чемпионате Дании. Затем был на просмотре в польском «Видзеве», но команде не подошёл. В сентябре 2011 года подписал трёхмесячный контракт с датским клубом первого дивизиона «Виборг», зимой ему предлагали продлить контракт, но он отказался. В начале 2012 года был на просмотре в бухарестском «Динамо», после этого вернулся в Данию и присоединился к команде первого дивизиона «Фредерисия», в которой провёл 2012 год.
В 2013 году выступал в чемпионате Белоруссии за «Гомель».
В 2014 году вернулся в Эстонию, выступал за «Калев» (Силламяэ) и «Нымме Калью». В 2018 году сыграл два матча за клуб второго дивизиона Норвегии «Нюбергсунд». В 2019 году перешёл в таллинский «Легион», с которым поднялся из первой лиги в высшую.

### Карьера в сборной
Дебютный матч за сборную Эстонии сыграл 2 декабря 2004 года против Венгрии на турнире «Кубок Короля» в Таиланде. Выступал за сборную в 2004—2013 годах, но регулярным игроком основы не был, сыграл за это время 23 матча, голов не забивал. 12 октября 2010 года стал автором мяча в свои ворота в матче с командой Словении (0:1).

## Достижения
- Чемпион Эстонии (1): 2002
- Серебряный призёр чемпионата Эстонии (2): 2007, 2014
- Бронзовый призёр чемпионата Эстонии (3): 2006, 2016, 2017
- Обладатель Кубка Эстонии (1): 2008